# Санту-Амару-ду-Мараньян

Санту-Амару-ду-Мараньян на карте штата.

Санту-Амару-ду-Мараньян (порт. Santo Amaro do Maranhão) — муниципалитет в Бразилии, входит в штат Мараньян. Составная часть мезорегиона Север штата Мараньян. Входит в экономико-статистический микрорегион Ленсойс-Мараньенсис. Население составляет 13 820 человек на 2010 год. Занимает площадь 1601,180 км². Плотность населения — 8,63 чел./км².

## Демография
Согласно сведениям, собранным в ходе переписи 2010 г. Национальным институтом географии и статистики (IBGE), население муниципалитета составляет:
| Полное население                               | Полное население                               | Полное население                               | Полное население                               | 13 820 |
| ---------------------------------------------- | ---------------------------------------------- | ---------------------------------------------- | ---------------------------------------------- | ------ |
| в том числе:                                   | Городское население                            | 3630                                           | Процент городского населения, %                | 26,27  |
|                                                | Сельское население                             | 10 190                                         | Процент сельского населения, %                 | 73,73  |
|                                                | Мужское население                              | 7 314                                          | Процент мужского населения, %                  | 52,92  |
|                                                | Женское население                              | 6 506                                          | Процент женского населения, %                  | 47,08  |
| Плотность населения, чел/км²                   | Плотность населения, чел/км²                   | Плотность населения, чел/км²                   | Плотность населения, чел/км²                   | 8,63   |
| Население муниципалитета в % к населению штата | Население муниципалитета в % к населению штата | Население муниципалитета в % к населению штата | Население муниципалитета в % к населению штата | 0,21   |

По данным оценки 2016 года, население муниципалитета составляет 15 375 жителей .

## Статистика
- Валовой внутренний продукт на 2014 год составляет 69 587 000,00 реалов (данные: Бразильский институт географии и статистики)[1].
- Валовой внутренний продукт на душу населения на 2014 год составляет 4605,39 реалов (данные: Бразильский институт географии и статистики)[1].
- Индекс человеческого развития на 2010 год составляет 0,518 (данные: Программа развития ООН)[2].